# Rodrigo Chagas (brazylijski piłkarz)
Rodrigo, właśc. Rodrigo José Queiroz Chagas (ur. 19 marca 1973 w Rio de Janeiro) – brazylijski piłkarz, występujący podczas kariery na pozycji obrońcy.

## Kariera klubowa
Rodrigo rozpoczął piłkarską karierę w Vitórii Salvador w 1992 roku. Z Vitórią dwukrotnie zdobył mistrzostwo stanu Bahia – Campeonato Baiano w 1992 i 1995 roku. W 1995 roku Rodrigo wyjechał na rok do niemieckiego Bayeru 04 Leverkusen.
Po powrocie do Brazylii został zawodnikiem Corinthians Paulista. Z Corithians zdobył mistrzostwo stanu São Paulo – Campeonato Paulista w 1997 roku. W 1999 powrócił do Vitórii Salvador.
W latach 2000–2001 Rodrigo występował w Cruzeiro EC, z krótką przerwą na grę w Sport Recife. W 2002 roku grał w Ponte Preta Campinas i ponownie Vitórii Salvador. W latach 2002–2003 grał w Paysandu SC, a 2004–2005 w CRB Maceió.
Ostatnim klubem w karierze Rodrigo było União São João Araras, w którym w latach 2006–2007.

## Kariera reprezentacyjna
Rodrigo ma za sobą występy w reprezentacji Brazylii, w której zadebiutował 9 sierpnia 1995 w wygranym 5-1 towarzyskim meczu z reprezentacją Japonii. Trzeci i ostatni raz w reprezentacji zagrał 8 listopada 1995 w wygranym 1-0 towarzyskim meczu z Argentyną.
Przed debiutem w reprezentacji Rodrigo uczestniczył w Copa América 1995, na którym Brazylia zajęła drugie miejsce przegrywając w finale w karnych z Urugwajem.